# Crijn Hendricksz Volmarijn
Crijn Hendricksz Volmarijn (1601, Rotterdam – 1645, Rotterdam) est un peintre hollandais du siècle d'or néerlandais, période de l'histoire où les Pays-Bas sont une puissance européenne prospère dans le commerce, la science et les arts.
Inspiré par Caravage, il est connu pour ses allégories historiques. Il fait partie des peintres qui se spécialisent dans le commerce de l'art.
Il était probablement lié à Pieter Crijnse Volmarijn (1629-1679), autre peintre peu étudié, devenu élève de son ami Hendrick Martensz Sorgh. (1612-1657).